# División de Honor Plata de balonmano 2017-18
La División de Plata de Balonmano 2017-18 fue la 24ª edición de la categoría, segundo eslabón en el sistema de competición profesional de balonmano en España.
La temporada regular comenzó en el mes de septiembre de 2017 y después de disputar 30 partidos el campeón fue el Secin Group Alcobendas, que ascendió directamente a la Liga ASOBAL, mientras que los siguientes cuatro equipos sin contar filiales se enfrentaron entre ellos en un playoff de ascenso que venció el DS Auto Gomas Sinfín, acompañando al campeón en el ascenso de categoría.
Los tres peores equipos al término de la liga fueron relegados a Primera Nacional para la siguiente temporada.

## Equipos participantes
| Equipo                         | Localización        | Estadio                                 | Capacidad |
| ------------------------------ | ------------------- | --------------------------------------- | --------- |
| Conservas Alsur Los Dólmenes   | Antequera           | Polideportivo Fernando Argüelles        | 2 575     |
| Zumosol Palma del Río          | Palma del Río       | El Pandero                              | 1 500     |
| BM Torrelavega                 | Torrelavega         | Pabellón Vicente Trueba                 | 2 688     |
| DS Auto Gomas Sinfín           | Santander           | Pabellón de La Albericia                | 2 000     |
| Club Balonmano Villa de Aranda | Aranda de Duero     | Polideportivo Santiago Manguán          | 2 800     |
| Viveros Herol Nava             | Nava de la Asunción | Polideportivo Municipal                 | 700       |
| Club Handbol Bordils           | Bordils             | Pavelló Blanc i Verd                    | 600       |
| FC Barcelona Lassa "B"         | Barcelona           | Palau Blaugrana                         | 7 500     |
| Secin Group Alcobendas         | Alcobendas          | Los Sueños                              | 1 000     |
| Ikasa BM Madrid                | Boadilla del Monte  | Polideportivo Francisco Fernández Ochoa | 575       |
| R. G. C. Covadonga             | Gijón               | Pabellón Braulio García                 | 1 331     |
| Ca'Mario Lanzarote             | Arrecife            | Pabellón Municipal de Titerroy          | 1 000     |
| Alarcos Ciudad Real            | Ciudad Real         | Quijote Arena                           | 5 863     |
| Agustinos Alicante             | Alicante            | Pabellón Colegio San Agustín            | 500       |
| Cisne Colegio Los Sauces       | Pontevedra          | CGTD de Pontevedra                      | 300       |
| Amenabar Zarautz K. E.         | Zarauz              | Polideportivo Municipal                 | 3 000     |

## Clasificación

### Temporada regular
|                                           | Equipo                       | Puntos | J  | G  | E | P  | GF  | GC  | DG   | Clasificación o descenso        |
| ----------------------------------------- | ---------------------------- | ------ | -- | -- | - | -- | --- | --- | ---- | ------------------------------- |
| 1                                         | Secin Group Alcobendas       | 45     | 30 | 20 | 5 | 5  | 865 | 768 | 97   | Ascenso a Liga ASOBAL           |
| 2                                         | Viveros Herol Nava           | 42     | 30 | 18 | 6 | 6  | 809 | 722 | 87   | Clasifica a Playoffs de Ascenso |
| 3                                         | Conservas Alsur Los Dólmenes | 40     | 30 | 19 | 2 | 9  | 797 | 746 | 51   |                                 |
| 4                                         | FC Barcelona Lassa "B"       | 38     | 30 | 17 | 4 | 9  | 851 | 808 | 43   |                                 |
| 5                                         | DS Auto Gomas Sinfín         | 38     | 30 | 17 | 4 | 9  | 787 | 743 | 44   | Clasifica a Playoffs de Ascenso |
| 6                                         | Alarcos Ciudad Real          | 35     | 30 | 15 | 5 | 10 | 767 | 741 | 26   |                                 |
| 7                                         | BM Torrelavega               | 32     | 30 | 14 | 4 | 12 | 800 | 773 | 27   |                                 |
| 8                                         | Agustinos Alicante           | 32     | 30 | 14 | 4 | 12 | 824 | 834 | -10  |                                 |
| 9                                         | R. G. C. Covadonga           | 26     | 30 | 13 | 0 | 17 | 727 | 799 | -72  |                                 |
| 10                                        | Cisne Colegio Los Sauces     | 26     | 30 | 12 | 2 | 16 | 800 | 817 | -10  |                                 |
| 11                                        | Club Handbol Bordils         | 25     | 30 | 11 | 3 | 16 | 717 | 744 | -27  |                                 |
| 12                                        | Zumosol Palma del Río        | 25     | 30 | 10 | 5 | 15 | 718 | 733 | -15  |                                 |
| 13                                        | Amenabar Zarautz K. E.       | 24     | 30 | 11 | 2 | 17 | 715 | 741 | -26  |                                 |
| 14                                        | Villa de Aranda              | 24     | 30 | 12 | 0 | 18 | 764 | 784 | -20  |                                 |
| 15                                        | Ca'Mario Lanzarote           | 19     | 30 | 8  | 3 | 19 | 734 | 813 | -79  | Descenso a Primera Nacional     |
| 16                                        | Ikasa BM Madrid              | 9      | 30 | 4  | 1 | 25 | 668 | 777 | -109 |                                 |
| Fuente: Federación Española de Balonmano; |                              |        |    |    |   |    |     |     |      |                                 |

### Playoffs de ascenso
Los playoffs de ascenso fueron disputados en Segovia, en el Pabellón Pedro Delgado, haciendo de local el Viveros Herol Nava, mejor clasificado en la liga regular de los participantes, en los días 2 y 3 de junio de 2018.
El ganador de estos playoffs ascendió a la Liga ASOBAL junto al Secin Group Alcobendas, campeón de la liga regular.
|  | Semifinales                    | Semifinales |                        |                      | Final | Final |  |
|  |                                |             |                        |                      |       |       |  |
|  |                                |             |                        |                      |       |       |  |
|  | 1 Viveros Herol Nava           | 27          |                        |                      |       |       |  |
|  | 1 Viveros Herol Nava           | 27          |                        |                      |       |       |  |
|  | 4 Alarcos Ciudad Real          | 24          |                        |                      |       |       |  |
|  | 4 Alarcos Ciudad Real          | 24          |                        | 4 Viveros Herol Nava | 24    |       |  |
|  |                                |             |                        | 4 Viveros Herol Nava | 24    |       |  |
|  |                                |             | 2 DS Auto Gomas Sinfín | 25                   |       |       |  |
|  | 6 Conservas Alsur Los Dólmenes | 23          | 2 DS Auto Gomas Sinfín | 25                   |       |       |  |
|  | 6 Conservas Alsur Los Dólmenes | 23          |                        |                      |       |       |  |
|  | 2 DS Auto Gomas Sinfín         | 24          |                        |                      |       |       |  |
|  | 2 DS Auto Gomas Sinfín         | 24          |                        |                      |       |       |  |
|  |                                |             |                        |                      |       |       |  |

| Asciende a Liga ASOBAL 2018-19 |
| ------------------------------ |
| DS Auto Gomas Sinfín           |